# Kostel svatého Jiljí (Mrákotín)
Kostel svatého Jiljí je římskokatolický chrám v městysu Mrákotín v okrese Jihlava. Je chráněn jako kulturní památka České republiky.
První zmínka o farním kostele v Mrákotíně pochází z roku 1398, chrám byl posléze pozdně goticky přestavěn. Jednalo se o jednolodní stavbu s odsazeným kněžištěm, které bylo trojboce ukončeno. K severní straně presbytáře přiléhala sakristie. V letech 1806–1807 byl téměř celý chrám nahrazen klasicistní novostavbou podle projektu Johanna Zeißla. Z původního kostela zůstalo zachováno pouze kněžiště s křížovou klenbou, které se stalo boční kaplí, a sakristie sloužící svému účelu i nadále. Původní loď byla zbořena a kolmo na její osu byl vystavěn nový, větší jednolodní kostel s pravoúhle zakončeným presbytářem a hranolovou věží v jižním průčelí. Loď i kněžiště jsou zaklenuty pruskými klenbami, hlavní oltář je novogotický.
Kolem kostela se do druhé světové války nacházel hřbitov.
Je farním kostelem mrákotínské farnosti.